# Bruno Grua

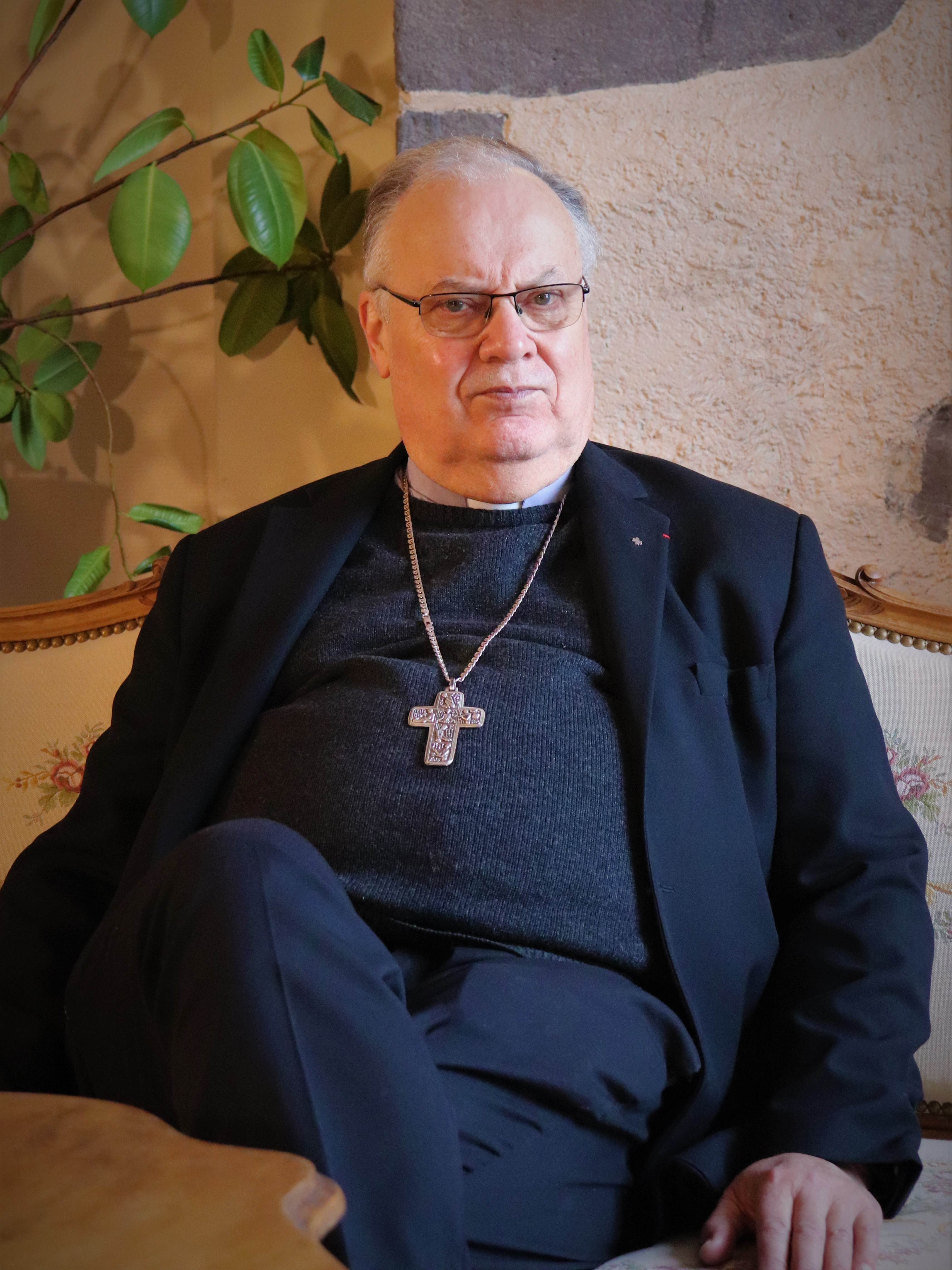
Bruno Grua

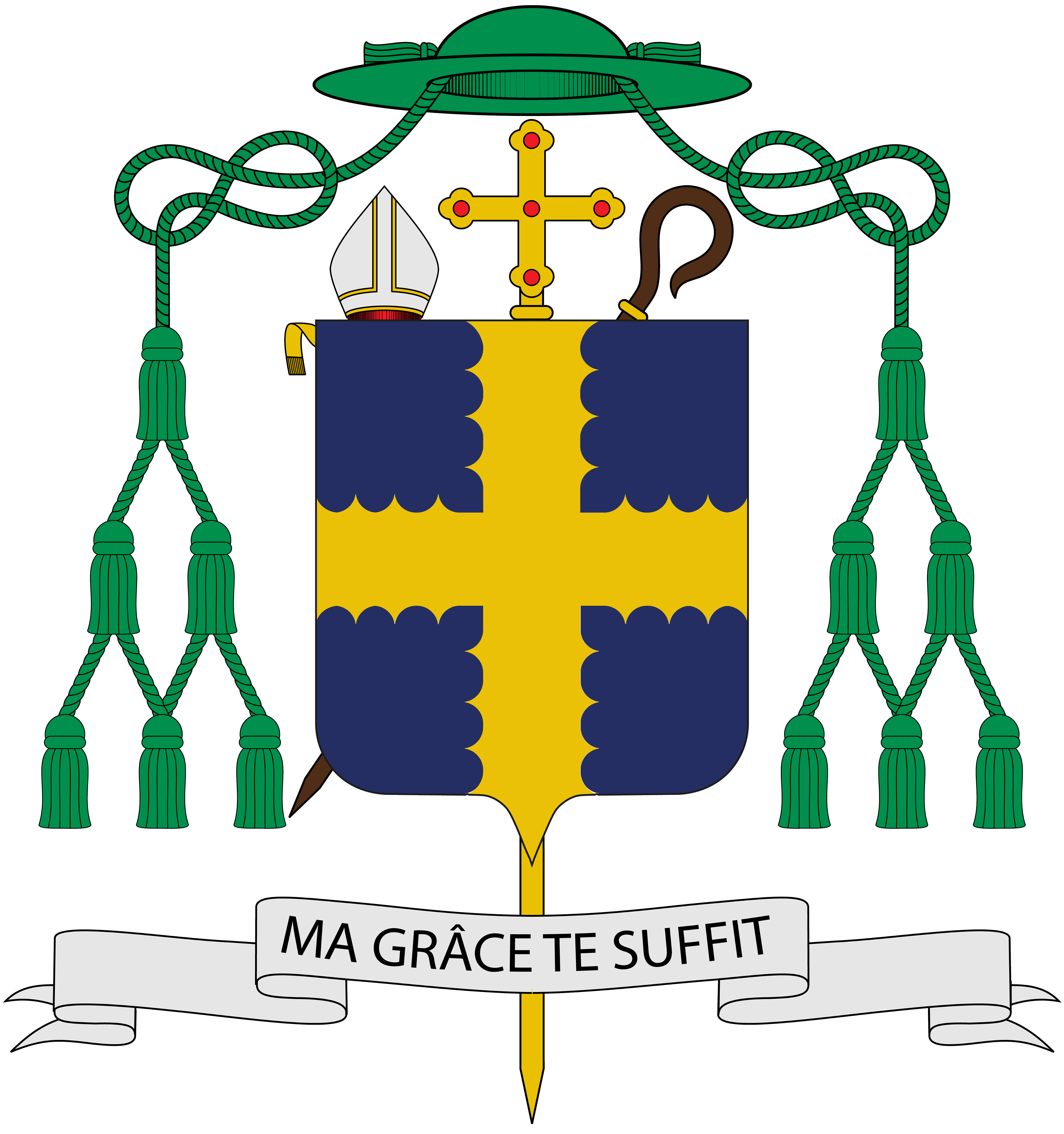
Bischofswappen von Bruno Grua

Bruno Grua (* 18. Juni 1946 in Lyon) ist ein französischer römisch-katholischer Geistlicher und emeritierter Bischof von Saint-Flour.

## Leben
Bruno Grua trat 1964 ins Priesterseminar von Issy-les-Moulineaux ein, war von 1966 bis 1968 Mitarbeiter einer katholischen Hochschule in Jaffa und empfing am 3. Juli 1971 die Priesterweihe. Nach Tätigkeiten als Gymnasialseelsorger und Gemeindepfarrer im Bistum Digne wurde er dort 1983 bischöflicher Vikar für das Apostolat der Laien, ehe er bereits im Folgejahr zum Generalvikar der Diözese aufstieg. Dieses Amt übte er bis 1996 und erneut von 1998 bis 2003 aus. Papst Johannes Paul II. verlieh Grua im Januar 2004 den Titel Ehrenprälat Seiner Heiligkeit.
Papst Benedikt XVI. ernannte ihn am 31. März 2006 zum Bischof von Saint-Flour. Der emeritierte Erzbischof von Marseille, Bernard Kardinal Panafieu, spendete ihm am 18. Juni desselben Jahres die Bischofsweihe; Mitkonsekratoren waren Gruas Amtsvorgänger René Séjourné, Altbischof von Saint-Flour, und François-Xavier Loizeau, Bischof von Digne.
Am 11. Juni 2021 nahm Papst Franziskus das von Bruno Grua aus Altersgründen vorgebrachte Rücktrittsgesuch an.